# Carl August Richter

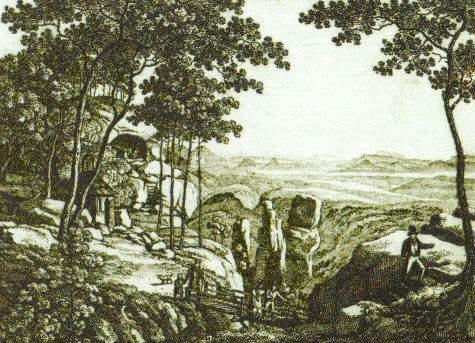
Carl August Richter: Auf dem Brand, 1818

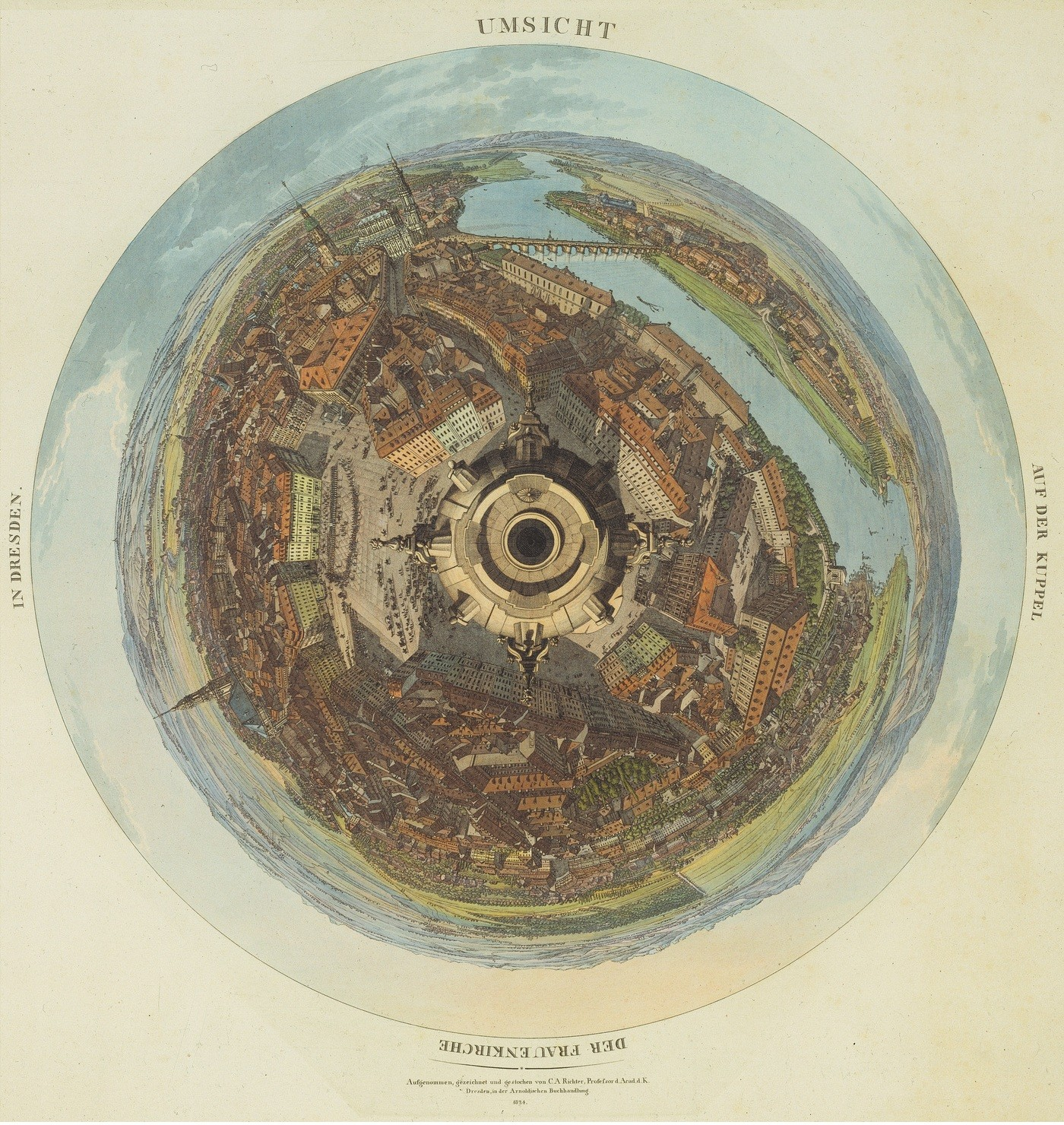
Carl August Richter: Panorama von der Kuppel der Frauenkirche zu Dresden, 1824

Carl August Richter (* 11. März 1770 in Wachau (Sachsen); † 19. Oktober 1848 in Dresden) war ein deutscher Zeichner, Radierer und Kupferstecher der Romantik und der Vater des Landschaftsmalers Ludwig Richter.

## Leben
Carl August Richter, ein Sohn des Kupferstechers Heinrich Carl Richter, wuchs im Dorf Wachau unweit der Stadt Dresden auf. 1793 begann Richter ein Studium an der Kunstakademie Dresden, die sich gegen Ende des 18. Jahrhunderts zu einem wichtigen Zentrum der bildenden Künste entwickelt hatte, und zugleich ein Zentrum der aufkommenden Romantik war. Richters Lehrer an der Akademie war der Schweizer Zeichner Adrian Zingg, zu dem er eine intensive Freundschaft entwickelte. Gemeinsam mit dem innovativen Protoromantiker Zingg bereiste Richter die Sächsische Schweiz, die er in zahlreichen Zeichnungen und Grafiken verewigte. Ab 1810 war Richter selbst als Professor für Kupferstich an der Kunstakademie tätig.

## Bedeutung
Zingg und Richter hatten mit ihren Werken wesentlichen Anteil an der Popularität, die das Elbsandsteingebirge und besonders die Sächsische Schweiz bei Romantikern wie Carl Gustav Carus, Caspar David Friedrich und Ernst Ferdinand Oehme genießen sollte. Von Zingg übernahm Richter einen romantisch verklärenden Blick auf reale Landschaften, der für die gesamte Romantik prägend sein sollte. Ludwig Richter, der wesentlich bekanntere Sohn Carl August Richters, wurde besonders in seinen Landschaftszeichnungen und -grafiken wesentlich vom väterlichen Stil beeinflusst. Weitere bekannter Schüler Carl August Richters waren Carl Wagner und Carl Götzloff.

## Werke

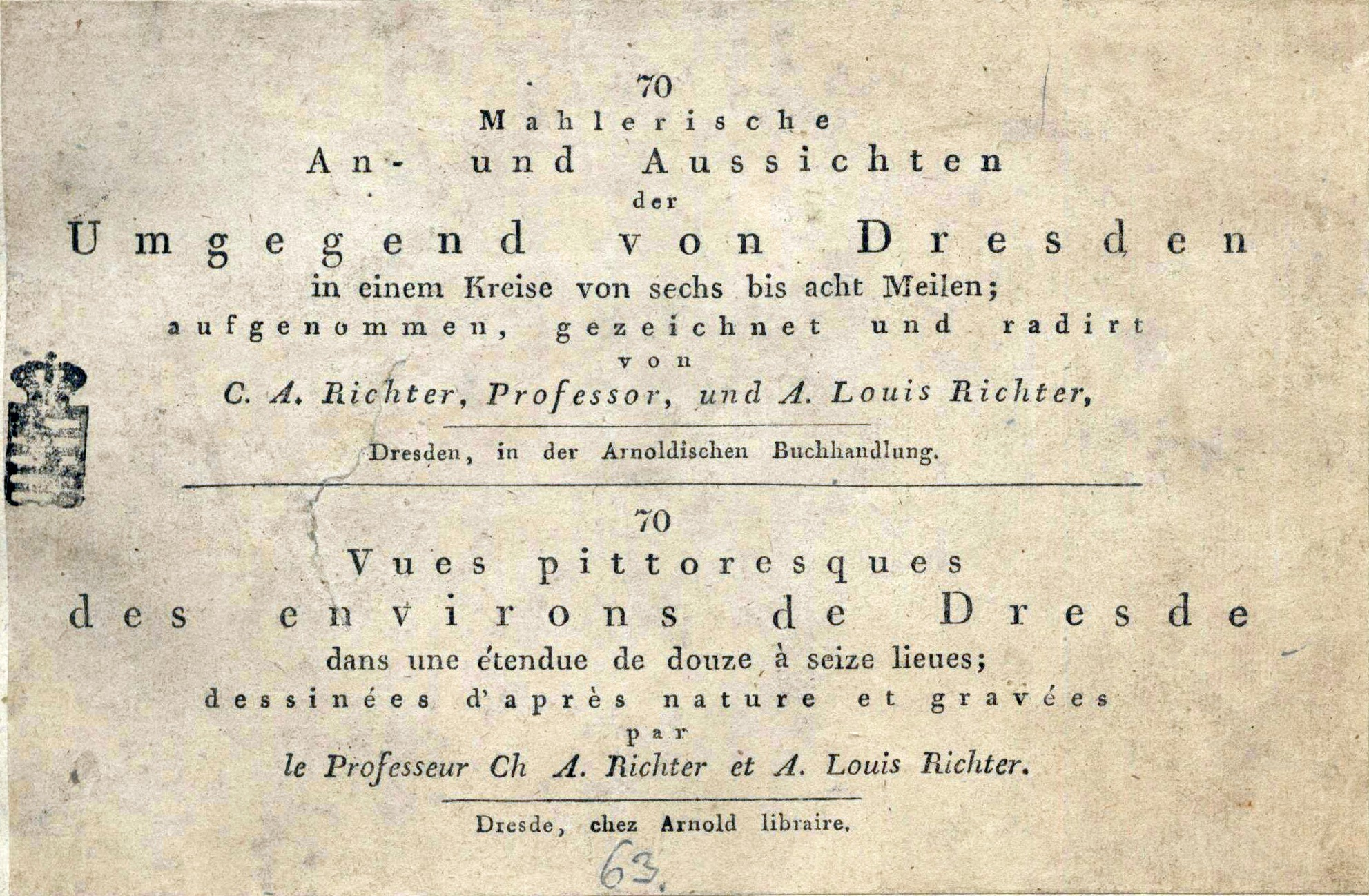
Titelblatt von 70 mahlerische An- und Aussichten der Umgegend von Dresden

- Carl August Richter und Ludwig Richter: 70 mahlerische An- und Aussichten der Umgegend von Dresden in einem Kreise von sechs bis acht Meilen. Arnoldische Buchhandlung, Dresden um 1820.